# 箱崎九大前站

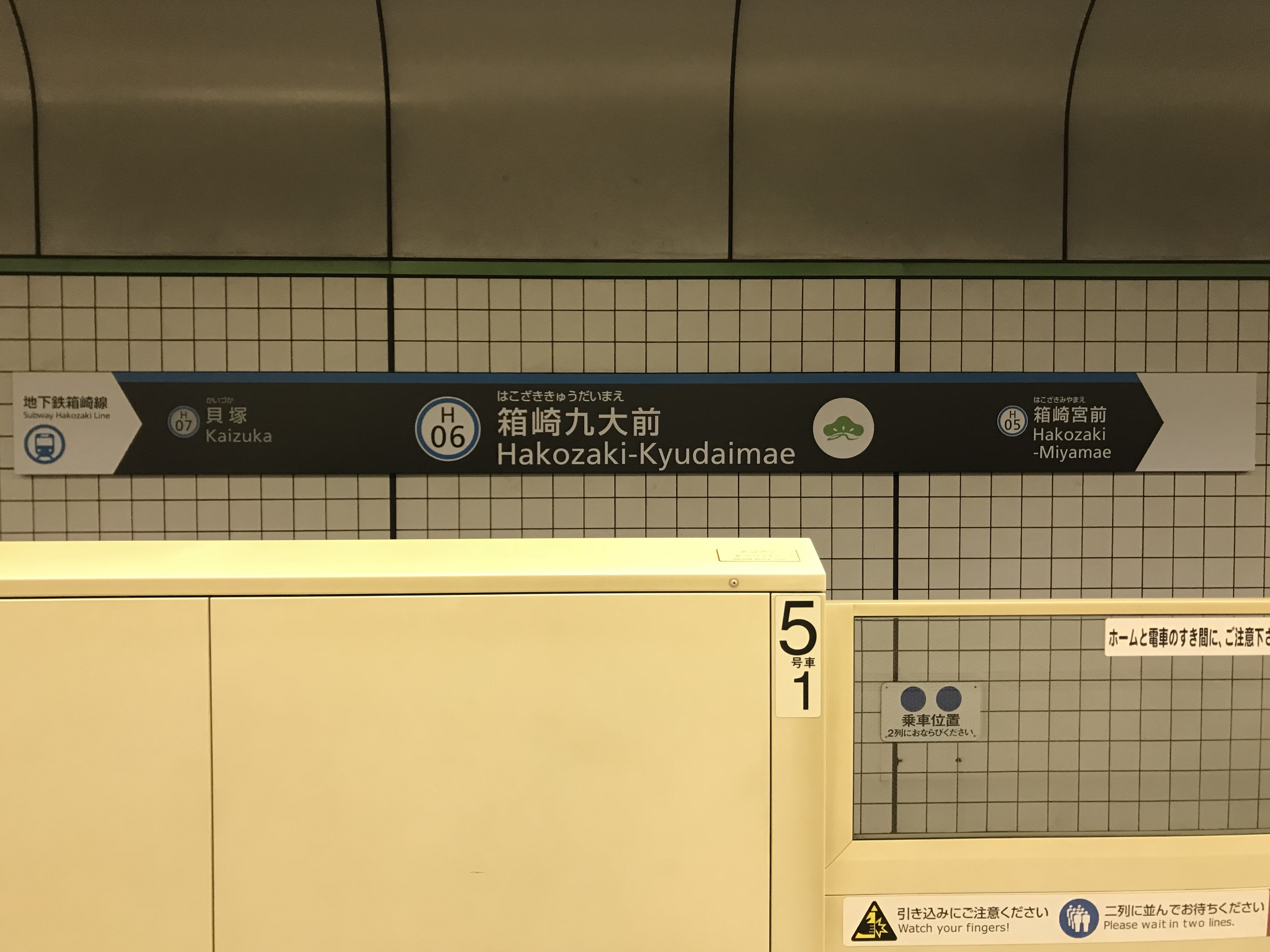
站名牌

箱崎九大前站（日语：／ Hakozaki-Kyūdai-mae eki */?）是一個位於日本福岡縣福岡市東區箱崎三丁目，屬於福岡市地下鐵箱崎線的鐵路車站。此站位於舊福岡市內線（正式屬宮地岳線）的箱崎松原站正下方。車站編號是H06。

## 歷史
- 1983年（昭和58年）9月12日 - 確定站名。
- 1986年（昭和61年）
  - 1月31日 - 伴隨馬出九大醫院前－此站間延伸開業[1]。
  - 11月12日 - 伴隨延伸至貝塚站而成為中途站[1]。

## 車站構造
地下2層島式月台1面2線的地底車站。

### 月台配置
| 月台 | 路線   | 目的地                         | 備註                               |
| ---- | ------ | ------------------------------ | ---------------------------------- |
| 1    | 箱崎線 | 往貝塚                         |                                    |
| 2    | 箱崎線 | 中洲川端、天神、西新、姪濱方向 | 博多、福岡機場方向可在中洲川端轉乘 |

## 利用狀況
2016年（平成28年）度的1日平均上車人次為3,513人。
近年的1日平均上車人次的推移如下表。
| 年度               | 1日平均 上車人次 |
| ------------------ | ---------------- |
| 2001年（平成13年） | 3,159            |
| 2002年（平成14年） | 3,230            |
| 2003年（平成15年） | 3,222            |
| 2004年（平成16年） | 3,146            |
| 2005年（平成17年） | 3,195            |
| 2006年（平成18年） | 3,213            |
| 2007年（平成19年） | 3,165            |
| 2008年（平成20年） | 3,273            |
| 2009年（平成21年） | 3,407            |
| 2010年（平成22年） | 3,504            |
| 2011年（平成23年） | 3,629            |
| 2012年（平成24年） | 3,742            |
| 2013年（平成25年） | 3,820            |
| 2014年（平成26年） | 3,664            |
| 2015年（平成27年） | 3,653            |
| 2016年（平成28年） | 3,513            |

## 西鐵宮地岳線　箱崎松原站
對向式月台2面2線的停留場，沒有站舍。伴隨西鐵福岡市内線廢除（1979年2月10日）而廢站。

## 相鄰車站
福岡市交通局（福岡市地下鐵）
 箱崎線
箱崎宮前（H05）－箱崎九大前（H06）－貝塚（H07）

## 外部連結
- 福岡市地下鐵 箱崎九大前站 （页面存档备份，存于）